# ラバシ・マルドゥク
ラバシ・マルドゥク（バビロニアの楔形文字:  ラバシ・マルドゥク または ラ・バス・マルドゥク, 意味は「マルドゥク神に恥をかかせない者」）は、紀元前556年に統治した、新バビロニア帝国の5番目（最後から2番目）の王。ネルガル・シャレゼルの息子であり後継者だった。ベロッソスなどの著作家は、ラバシ・マルドゥクはまだ子供であった時に王になったと書いているが、バビロニアの文書によると、彼は王位に就く前に高位な官職を担ったことを示している。これは、彼が即位時に成人していたことを示唆するが、それでも比較的に若かった可能性がある。
ラバシ・マルドゥクの治世は非常に短く、1～3か月しか続かなかったと思われる。ネルガル・シャレゼルの生涯の最後である紀元前556年4月から、ラバシ・マルドゥクの後継者であるナボニドゥスに宛てた文書が登場する同年5月までと推定される。ナボニドゥス宛ての文書は同年5月に登場し、6月にはバビロニアの広い範囲に渡って確認されるようになる。ナボニドゥスの息子ベルシャザルによるクーデターが発生し、その中でラバシ・マルドゥクが死亡または追放され、直後にナボニドゥスが自らを王として宣言した。ベロッソスは、ラバシ・マルドゥクが「邪悪な道に耽った」ゆえに廃位されたと説明しているが、その詳細については不明である。
考えられる仮説の一つとしては、ネルガル・シャレゼルが前王ネブカドネザル2世の娘と結婚したことから王位を主張したのに対し、ラバシ・マルドゥクは彼の別の妻の息子であり、元の新バビロニア王家とはまったく血縁関係がなかった可能性がある。

## 背景
ラバシ・マルドゥクは、新バビロニア帝国の4番目の王であるネルガル・シャレゼル（紀元前560-556年）の息子であり後継者であった。ラバシ・マルドゥクの母親は、帝国の2番目かつ最強の王であったネブカドネザル2世（紀元前605年-562年）の娘であった。ネブカドネザルには3人の娘がいたことがわかっている。 カシュシャヤ、インニン・エティラト（Innin-etirat）、バウ・アシツ（Ba'u-asitu）である。だが、楔形文字文書では、このうちのどの娘とネルガル・シャレゼルが結婚したのかは確認できない。歴史家のデイビッド・B・ワイスバーグは1974年に、ネブカドネザルとネルガル・シャレゼルの名前が経済文書に記載されているため、ネルガル・シャレゼルの妻はカシュシャヤであると提案した。具体的な証拠は存在しないが、この仮説はドナルド・ワイズマンやヨナ・レンダリングなど、その後の歴史家によって一般的に受け入れられている。
ネルガル・シャレゼルはベル・シュム・イシュクンという名の男の息子であり、もともとはプクドゥ（Puqudu）のアラム人の一族出身の可能性がある。なぜなら、ベル・シュム・イシュクンは、同じ名前のバビロニアの州で生まれたと記録されているからである。後のヘレニズム時代のバビロニア人作家で天文学者のベロッソスによると、ナブコドノソロス（ネブカドネザル）は、43年の治世の後に病気で亡くなり、息子のエウリマラドコス（アメル・マルドゥク）が跡を継いだが、彼は「気まぐれに支配し、法律を無視した」。2年間の統治の後、ネリグラッサロス（ネルガル・シャレゼル）はアメル・マルドゥクに対して陰謀を企て、彼を殺して退位させた。ベロッソスの記述を信じるなら、ネルガル・シャレゼルが首謀者だったことになる。もっとも、アメル・マルドゥクとネルガル・シャレゼルの闘争は、一般的な他の形態の対立ではなく、家族間の不和であった可能性もある。ネルガル・シャレゼルの王位への主張は、ネブカドネザルの娘との結婚にを根拠としていたかもしれない。彼女は、ネブカドネザルの他のどの息子よりもかなり年上だった可能性がある（父親の治世のかなり早い時期に登場するため）。

## 治世
ネルガル・シャレゼルは、おそらく紀元前556年4月に死亡した。ネルガル・シャレゼルの治世にさかのぼる最後の文書は、バビロンにおける紀元前556年4月12日の契約と、ウルクにおける同年4月16日の契約である。新アッシリア帝国末期のシャマシュ・シュム・ウキン（紀元前668年-紀元前648年）からセレウコス朝のセレウコス2世カリニコス（紀元前246年-紀元前225年）までのバビロンの支配者を記録しているウルク王名表（文書番号IM 65066、王名表５としても知られる）では、ネルガル・シャレゼルの治世を3年8か月としており、彼が4月に死亡した可能性と矛盾はしない。
こうしてラバシ・マルドゥクはバビロンの王になったが、彼の治世は短命に終わった。彼の治世はあまりに短く、王としての彼の時代の碑文は残っていない。ベロッソスは、ラバシ・マルドゥクの治世を誤って9か月としており（これは彼の引用元の書記の誤りである可能性がある）、ラバシ・マルドゥクの「邪悪な行い」が彼の友人たちに陰謀を企てさせ、子どもの王を殴打して死に至らしめたと述べている。その後、首謀者たちは、自分たちの仲間であるナボンネドス（ナボニドゥス）が王となることに同意した。ウルクの王名表は、ラバシ・マルドゥクの治世は3か月だけであったとしている。また、バビロニアの契約書は、彼の治世はたった2か月だった可能性があることを示唆している。宮殿クーデター後の短期間の混乱、あるいは短期間の内戦の後に王権が移行したようである。ラバシ・マルドゥクは、ウルクでは6月19日まで、主要都市シッパルでは6月20日までは王と認識されていた。シッパルから出土した文書で、ナボニドゥスの治世に属する最も古いものは6月26日付けである。ただし、ニップル市から出土した文書で、ナボニドゥスの治世に属する最も古いものは5月25日付けであり、バビロン自体のラバシ・マルドゥクの治世に属する文書は5月24日付けのものである。バビロン出土の文書で、ナボニドゥスの治世に属するもので最も早いものは、7月14日付けとなっている。これらの史料は、ナボニドゥスが5月25日の時点ですでにニップルとバビロンを含むバビロニア中心部で王とみなされた可能性があるとすれば、つじつまが合う。一方、郊外の一部の都市では、6月までラバシ・マルドゥクが王とみなされ続けていた（宮殿のクーデターにより、その時点で彼は既に死亡していた可能性もある）。紀元前556年6月末になると、ナボニドゥスと日付が付された粘土板がバビロニア全土で記されるようになっている。
ベロッソスはラバシ・マルドゥクを子どもとしているが、王となる2年前の商業文書では、当時ラバシ・マルドゥクが自分の業務を担当していたことが示されているため、王に即位した時点で大人であった可能性がある。しかし、ラバシ・マルドゥクはまだ幼かったかもしれない。ナボニドゥスの碑文の中には、ラバシ・マルドゥクを「まだ適切な行動を学んでいない少年」と書いているものがある。
ラバシ・マルドゥクに対するクーデターの理由は不明である。ラバシ・マルドゥクと彼の父親は王家とつながりがありかつ裕福であったにもかかわらず、最終的には庶民であり高貴な血筋ではないとみなされのたかもしれない。彼の母親は彼をネブカドネザルの孫として王朝と関係があるとしていたかもしれないが、ラバシ・マルドゥクがネルガル・シャレゼルと別の妻との間に生まれた息子であった可能性もある。この場合、ラバシ・マルドゥクが王位に就いたことはネブカドネザル王朝の実質的な終焉を意味し、バビロニアの大衆からの反感を受けたかもしれない。ラバシ・マルドゥクの死後、ネルガル・シャレゼル一族の富と財産の大半は、最終的にはナボニドゥスの息子であるベルシャザルに没収された。（主たる受益者である）ナボニドゥスは、ラバシ・マルドゥクに対する陰謀の首謀者であったのかもしれない。

### 参考ウェブサイト
- Lendering, Jona (2005年). “Uruk King List”. Livius. 2020年8月13日閲覧。
（『ウルクの王名表』（ヨナ・レンダリング、2005年））
- Lendering, Jona (2006年). “Neriglissar”. Livius. 2020年8月22日閲覧。
（『ネリグリッサル』（ヨナ・レンダリング、2006年））
- Mark, Joshua J. (2018年). “Nebuchadnezzar II”. World History Encyclopedia. 2020年8月24日閲覧。
（『ネブカドネザル２世』（ジョシュア・Ｊ・マーク、2018年、世界史百科事典））